# HERO (韓國電視劇)
《HERO》（韓語：히어로）是韓國MBC於2009年11月18日起播放的水木連續劇，由李準基、尹素怡、白潤植、嚴基俊主演。

## 收視率
| 日期       | 集數    | 全國 | 首爾 |
| ---------- | ------- | ---- | ---- |
| 2009-11-18 | 1       | 5.4% | 9.0% |
| 2009-11-19 | 2       | 4.9% | 8.6% |
| 2009-11-25 | 3       | 4.4% | 8.7% |
| 2009-11-26 | 4       | 3.9% | 8.4% |
| 2009-12-02 | 5       | 5.1% | 9.0% |
| 2009-12-03 | 6       | 4.7% | 8.7% |
| 2009-12-09 | 7       | 3.6% | 8.2% |
| 2009-12-10 | 8       | 4.0% | 7.5% |
| 2009-12-16 | 9       | 8.3% | 8.5% |
| 2009-12-17 | 10      | 3.8% | 7.7% |
| 2009-12-23 | 11      | 6.4% | 8.4% |
| 2009-12-24 | 12      | 5.7% | 7.9% |
| 2010-01-06 | 13      | 5.3% | 9.4% |
| 2010-01-07 | 14      | 5.0% | 8.8% |
| 2010-01-13 | 15      | 4.2% | 9.7% |
| 2010-01-14 | 16      | 4.7% | 9.4% |
| Average    | Average | 4.9% | 8.6% |

Source: TNS Media Korea

## 播出時間
| 頻道 | 所在地 | 播映時間         | 播出時間               |
| ---- | ------ | ---------------- | ---------------------- |
| MBC  | 韓國   | 2009年11月18日起 | 每週三、週四 21:55播出 |

## 故事大綱
陳道赫（李準基飾），十歲時親眼目睹父母的車禍事故。後與姊姊陳道熙（張美楠飾）相依為命。因為受到父親的影響，立志成為一位替弱勢伸張正義的記者。原本在 MONDAY-首爾 報社擔任記者，因為準備報導15年前入獄的前雙斧幫老大趙龍德（白潤植飾）出獄的消息，其報社社長因某些原因受到國內最大報社- 大世日報社長的威脅而惡性倒閉。道赫與趙龍德經歷一番波折後，終於成立龍德報社，而報社成員就是以前與道赫一同共事的同伴...
大世日報社長- 崔日斗的手下- 孔七城，正是15年前假造車禍意外害死道赫父母的人，因為怕趙龍德會因而報復，所以告訴道赫假消息，道赫因而相信是趙龍德謀殺他的父母。後誤會冰釋，道赫也確定當年是崔日斗派孔七城去殺了他父母的，因而決定擊垮大世日報，而大世日報社長的準女婿- 姜海城（嚴基俊飾），正是道赫高中時代的同學，但當時為了競選學生會長，姜海城便放出假消息說道赫買票，在道赫心中有極不好的印象...
江山警局的重案二組組長- 朱在仁（尹素怡飾），原先喜歡姜海城，因而不喜歡道赫，但後來發現自己被姜海城利用，便漸漸相信道赫說的話，進而發現道赫的好，還破例幫道赫尋找突然失蹤的朋友- 朴秀晶社長（崔秀林飾，酒店社長，在道赫眼裡是比親姊姊還要親的人)）...

## 角色

### 主要演員
| 演員   | 角色   | 介紹 |
| 李準基 | 陳道赫 | 龍德日報的記者，父母在他十歲時因車禍過世，此後便和姊姊相依為命。後來知道當年父母親的車禍是一場謀殺，便決定擊垮仇人-大世日報社長，也就是下屆總統候選人崔日斗。 |
| 尹素怡 | 朱在仁 | 江山警局重案二組組長，爸爸是位因公殉職的警員，所以造就她想成為警員並幫助弱勢的心。原本喜歡姜海城，但因為親眼見到姜海城與他的未婚妻-大世日報社長女兒崔昊晶在一起，因而對他死心。原先不喜歡道赫，而且還一味的相信姜海城所有對道赫不實的報導，但後來發現道赫是個好人，還漸漸地喜歡上他。                              |
| 白潤植 | 趙龍德 | 15年前是叱吒風雲的雙斧幫首領，但因案入獄。出獄時遇上專程前來採訪的道赫，兩人經過一連串的波折，終於成立龍德日報。是一個有著極高智慧的人，他總能在眾人遇上瓶頸時適時給予協助。剛成立龍德日報之時，便帶著一行人進行了一連串的「記者訓練」。                                                                           |
| 嚴基俊 | 姜海城 | 大世日報記者，同時也是其社長的準女婿、道赫的高中同學。父親是大世集團都市更新案江仁地區工會長，受大世日報迫害因而自殺，所以海城產生了報復心態。進入大世日報工作，他隱藏起真正的想法，並且與其社長之女-崔昊晶，論及婚嫁，但其內心真正喜歡的是在仁。常對道赫即在仁表達另類的關心-既不能說出口又希望不傷害他們的暗示。 |

### 道赫家及其相關
| 演員   | 角色   | 介紹 |
|        | 陳 彥  | 大世日報的記者，道熙與道赫的父親，因為挖掘同為大世日報記者-崔日斗的秘密，而被其派人殺害。 |
| 張英南 | 陳道熙 | 道赫的姊姊，對男人很容易心軟，所以一再被利用，還曾被放高利貸的人追殺。最後在仁幫忙解決了。經歷過這些後，帶著兩個孩子與道赫同住。 |
| 金香起 | 陳 瑟  | 道熙的女兒，陳正同母異父的姊姊，從小就很獨立，不准別人說自己最喜歡的舅舅半句壞話。 |
| 嚴志成 | 陳 正  | 道熙的兒子，陳碩同母異父的弟弟，親眼見到爸爸打媽媽，所以不願意說話。這點和道赫小時後親眼見到父母遇害時的情形一樣。 |
| 崔秀琳 | 朴秀晶 | 酒店的社長。對待道赫就像弟弟一樣，所以在她失蹤之後，道赫便全力尋求幫助只為了找到她。崔日斗的情婦，與其有一子-崔韓吉，但被迫與孩子分開，後孩子到了適學年齡，她要求將韓吉加入戶口，沒想到卻被崔日斗派人軟禁在精神病院，並對她施打藥劑，讓她精神恍惚，後被道赫救出。清醒後決定為可憐的孩子出面指控崔日斗的惡行，卻反而被汙陷，因而自殺，幸好被正巧去探望的道熙發現。 |
| 南多凜 | 崔韓吉 | 崔日斗與朴秀晶之子。 |

### 龍德日報及其相關
| 角色   | 演員   | 介紹 |
| 趙友莉 | 尹昇娥 | 趙龍德的女兒。與爸爸分開了15年，原先對爸爸不諒解，但是漸漸對龍德日報所做的報導感到驕傲，在道赫的幫忙下與爸爸和好了。 |
| 車滿秀 | 鄭石勇 | |
| 羅家妍 | 鄭秀英 | |
| 朴俊恆 | 池昌旭 | |
| 高恩植 | 陳 生  | |
| 馮尚哲 | 趙景勳 | |

### 大世日報及其相關
| 角色   | 演員   | 介紹 |
| 崔昊晶 | 申珠雅 | 大世日報社長之女，海城的未婚妻，一直生活在上層社會的她，在第一次看到海城媽媽時，露出了鄙視的眼神，她也一直認為爸爸是個完美的男人。                             |
| 崔日斗 | 崔政宇 | 大世日報社長，同時是下屆總統候選人。為了達成目的可以不擇手段的人，15年前派人殺掉到陳彥夫婦，而今不惜綁架自己的情婦甚至殺掉私生子，只為維持美好形象以競選總統。 |
| 孔七城 | 朱鎮模 | 15年前受了崔日斗的指示殺害道赫的父母，是個殺人不眨眼的人。後因為疑似殺害崔韓吉的事被捕，但被姜海城救出。趙龍德勸他離開崔日斗。後被崔日斗派人暗殺。             |

### 江山警局及其相關
| 角色   | 演員   | 介紹 |
| 明 慧  | 吳美熙 |      |
| 羅景萬 | 李漢偉 |      |
| 吳宗日 | 金 毅  |      |
| 張恆基 |        |      |
| 張韶熙 |        |      |

### 海城家
| 角色   | 演員   | 介紹 |
| 金福順 | 金美京 |      |
| 姜奎賢 |        |      |

## 重要資訊
- MBC因轉播 12/30(三)MBC演技大賞 與 12/31(四)MBC歌謠大祭典，故停播兩集。

## 劇中單位
- 江山警察局
- 大世企業
- 大世日報
- 龍德日報

## 腳註
1. ↑  原定由金玟廷出演，後來因行程無法配合，而改由尹素怡出演。

## 外部連結
- MBC官方網站（页面存档备份，存于）

| MBC 水木劇                                  | MBC 水木劇                                          | MBC 水木劇 |
| ------------------------------------------- | --------------------------------------------------- | ---------- |
|                                             | HERO （2009年11月18日 - 2010年1月14日）             |            |
| 向大地頭球 （2009年9月9日 - 2009年11月4日） | 現在還想結婚的女人 （2010年1月20日 - 2010年4月8日） |            |

| 日本 TBS 韓流★select           | 日本 TBS 韓流★select             | 日本 TBS 韓流★select |
| ------------------------------ | -------------------------------- | -------------------- |
|                                | HERO （2010.8.5 - 2010.8.26）    |                      |
| On Air （2010.7.6 - 2010.8.4） | 壞愛情 （2010.8.27 - 2010.9.24） |                      |